# Paul Giamatti
Paul Edward Valentine Giamatti (New Haven, 6 juni 1967) is een Amerikaans acteur, in 2006 genomineerd voor een Oscar voor beste mannelijke bijrol en in 2024 voor een Oscar voor beste mannelijke hoofdrol. Ook won hij een Golden Globe voor beste acteur (musical/comedy) voor zijn rol als Paul Hunham in The Holdovers (2023).
Giamatti's carrière begon in de jaren 90. Hij speelde voornamelijk bijrolletjes. Na de eeuwwisseling is Giamatti ook steeds vaker te zien in de hoofdrol. Zijn bekendste rollen zijn die van Harvey Pekar in American Splendor, Miles Raymond in Sideways, Joe Gould in Cinderella Man en Chuck Rhoades in Billions.
Giamatti is de jongere broer van acteur Marcus. 

## Filmografie
- She'll Take Romance (1990) (tv)... Heckler #2
- Past Midnight (1992)... Larry Canipe
- Singles (1992)... Kissing Man
- NYPD Blue (1994)... Man In Sleeping Bag (afl. "You Bet Your Life")
- Mighty Aphrodite (1995)... Extras Guild Researcher
- New York News (1995)... Dr. Wargner (afl. "Past Imperfect")
- Sabrina (1995)... Scott
- Ripper (1996)... Dr. Bud Cable (video game)
- Before and After (1996)... Courtroom Audience (uncredited)
- The Show (1996)... Jeffrey Roffman (pilot episode)
- Breathing Room (1996)... George
- Arresting Gena (1997)... Detective Wilson
- Donnie Brasco (1997)... FBI Technician
- Private Parts (1997)... Kenny "Pig Vomit" Rushton
- My Best Friend's Wedding (1997)... Richard the Bellman
- Deconstructing Harry (1997)... Professor Abbot
- A Further Gesture (1997)... Hotel Clerk
- Homicide: Life on the Street (1998)... Harry Tjarks (afl. "Pit Bull Sessions")
- Tourist Trap (1998) (tv)... Jeremiah Piper
- The Truman Show (1998)... Control Room Director
- Dr. Dolittle (1998)... Blaine (uncredited)
- Saving Private Ryan (1998)... Sergeant Hill
- The Negotiator (1998)... Rudy Timmons
- Safe Men (1998)... Veal Chop
- Winchell (1998) (tv)... Herman Klurfeld
- Cradle Will Rock (1999)... Carlo
- Man on the Moon (1999)... Bob Zmuda/Tony Clifton
- If These Walls Could Talk 2 (2000) (tv)... Ted Hedley (segment "1961")
- Big Momma's House (2000)... John
- Duets (2000)... Todd Woods
- King of the Hill (2001)... Mr. McKay (episode "It's Not Easy Being Green")
- Storytelling (2001)... Toby Oxman (segment "Non-Fiction")
- Planet of the Apes (2001)... Limbo
- Big Fat Liar (2002)... Marty Wolf
- Thunderpants (2002)... Johnson J. Johnson
- American Splendor (2003)... Harvey Pekar
- Confidence (2003)... Gordo
- The Pentagon Papers (2003) (tv)... Anthony Russo
- Paycheck  (2003)... Shorty
- Sideways (2004)... Miles Raymond
- Saturday Night Live (2005)... Gastheer (episode 30.10)
- Robots  (2005)... Tim the Gate Guard (stem)
- The Fan and the Flower (2005)... Verteller
- Cinderella Man (2005)... Joe Gould
- The Hawk Is Dying (2005)... George Gattling
- Asterix and the Vikings (stem van Asterix in de Engelstalige versie, 2006)
- The Illusionist (2006)... Chief Inspector Uhl
- Lady in the Water (2006)... Cleveland Heep
- The Ant Bully (2006)... Stan Beals (voice)
- The Amazing Screw-On Head (2006) (tv)... Screw-On Head (stem)
- Shoot Em' Up (2007)... Mr. Hertz
- The Nanny Diaries (2007)... Mr. X
- Too Loud a Solitude (2007)... Hanta (stem)
- Fred Claus (2007)... Santa Claus
- Pretty Bird (2007)... Rick Honeycutt
- John Adams (2007)... John Adams
- Cold Souls (2009)... Giamatti, Paul
- Duplicity (2009)... Richard Garsik
- The Last Station (2009)... Vladimir Chertkov
- The Haunted World of El Superbeasto (2009)... Dr. Satan (stem)
- Barney's Version (2010)... Barney Panofsky
- The Hangover: Part II (2011)... Kingsley
- Win Win (2011)... Mike Flaherty
- The Ides of March (2011)... Tom Duffy
- Ironclad (2011)... King John
- 12 Years a Slave (2013)... Theophilus Freeman
- Romeo & Juliet (2013)... Friar Lawrence
- Saving Mr. Banks (2013)... Ralph
- Downton Abbey (2013)... Harold Levinson
- The Amazing Spider-Man 2 (2014)... Aleksei Sytsevich / Rhino
- Madame Bovary (2014)... Monsieur Homais
- Love & Mercy (2014)... Dr. Eugene Landy
- Hoke (2014) (tv)... Hoke Mosely
- The Little Prince (2015)... The Academy Teacher (stem)
- San Andreas (2015)... Lawrence
- Straight Outta Compton (2015)... Jerry Heller
- Private Life (2018)... Richard
- The Catcher Was a Spy (2018)... Samuel Goudsmit
- Jungle Cruise (2021)... Nilo
- Gunpowder Milkshake (2021)... Nathan
- The Holdovers (2023)... Paul Hunham
- Black Mirror (2025)... Phillip (afl. "Eulogy")

- Bibsys: 4097300
- Biblioteca Nacional de España: XX1544676
- Bibliothèque nationale de France: cb14181270h (data)
- CiNii: DA15314512
- Gemeinsame Normdatei: 135433223
- International Standard Name Identifier: 0000 0001 0939 3451
- Library of Congress Control Number: no2001042394
- MusicBrainz: 3d5203a9-ebd1-4a34-a83e-779440c2731e
- Nationale Bibliotheek van Tsjechië: xx0040648
- Nationale Bibliotheek van Israël: 987007426248305171
- Nationale Bibliotheek van Polen: a0000001723334
- Nederlandse Thesaurus van Auteursnamen: 267573723
- SNAC: w6671sdc
- Système universitaire de documentation: 066860814
- Virtual International Authority File: 119106033
- WorldCat: E39PBJbM4bvvfmJFkQ3mhfq4v3